# Бульдозер-убийца
«Бульдозер-убийца» (англ. Killdozer!) — американский фантастический триллер 1974 года, экранизация рассказа Теодора Стерджона. Продолжительность картины составляет 74 минуты. Фильм снимался специально для телевидения.

## Сюжет
Во время Второй Мировой войны на отдалённом острове небольшая группа рабочих ведёт строительство посадочной полосы для самолётов. На остров падает небольшой метеорит с инопланетным существом. Существо вселяется в один из бульдозеров и подчиняет его себе. Бульдозер атакует строителей.

## В ролях
| Актёр          | Роль                     |
| -------------- | ------------------------ |
| Клинт Уокер    | Ллойд Келли              |
| Карл Бетц      | Деннис Холвиг            |
| Невилл Брэнд   | Чаб Фостер               |
| Джеймс Венрайт | Джул «Голландец» Крэснер |
| Роберт Урих    | Мак Маккарти             |
| Джеймс Уотсон  | Эл Белтран               |